# Francisco de Carvajal
Pour les articles homonymes, voir Carvajal.
Ne doit pas être confondu avec Francisco Carvajal.
Francisco de Carvajal (v.1464 – 10 avril 1548) est un capitaine espagnol. 
Grand stratège et soldat infatigable même quand il fut devenu vieux, c'était un homme cruel et sarcastique, qui reçut le surnom de « Demonio de los Andes » (Démon des Andes). 

## Biographie
Il participe à la bataille de Pavie (1525) puis de Rome (1527) et est nommé en 1542 major-général de l'armée du Pérou. Il contribue alors à la victoire qu'obtint le gouverneur du Pérou, Vaca de Castro, sur le jeune Almagro. 
Il s'attache ensuite au parti de Gonzalo Pizarro. Pris avec lui en 1548, il est écartelé comme  traître à Cuzco.